# Chính quyền Minh Trị
Chính quyền thời kỳ Minh Trị Nhật Bản (1868-1911) là một sự tiến triển về thể chế và cấu trúc từ trật tự phong kiến của Mạc phủ Tokugawa đến chế độ quân chủ lập hiến bao gồm thể chế dân chủ đại diện.

## Sự phát triển ban đầu
Sau cuộc Minh Trị Duy Tân, các lãnh tụ samurai lật đổ Mạc phủ Tokugawa không có một chương trình nghị sự hay kế hoạch phát triển nào cho nước Nhật. Họ có nhiều điểm chung – phần lớn đều ở độ tuổi giữa 30, và phần lớn đều đến từ bốn phiên tozama ở phía Tây Nhật (Chōshū, Satsuma, Tosa và Hizen). Mặc dù xuất thân từ các gia đình samurai cấp thấp, họ đã vươn đến vị trí lãnh đạo quân sự ở phiên mình, và trưởng thành trong bối cảnh nền giáo dục dựa trên Nho giáo vốn nhấn mạnh đến lòng trung thành và phục vụ xã hội. Cuối cùng, phần lớn đều có kinh nghiệm trực tiếp khi ra nước ngoài, hay qua mối qua hệ với các cố vấn nước ngoài tại Nhật Bản. Kết quả là, họ biết được sức mạnh vượt trội của các quốc gia phương Tây và sự cần thiết thống nhất nước Nhật, và tụ cường để tránh khỏi số phận thuộc địa như các láng giềng khác trên lục địa Á châu.
Tuy vậy, năm 1867, đất nước phần lớn chỉ là sự tập hợp các phiên bán độc lập tụ họp lại với nhau bằng sức mạnh quân sự của Liên minh Satchō, và nhờ uy tín của triều đình.
Đầu tháng 3 năm 1868, trong khi kết quả của Chiến tranh Boshin vẫn còn chưa ngã ngũ, chính phủ Minh Trị triệu tập đại biểu từ mọi phiên đến Kyoto để thành lập Hội đồng tư vấn quốc gia lầm thời. Tháng 4 năm 1868, Ngũ cá điều ngự thệ văn được ban bố, theo đó, Thiên hoàng Minh Trị vạch ra những nét chung cho sự phát triển và hiện đại hóa của Nhật Bản.
Hai tháng sau, vào tháng 6 năm 1868, Seitaisho được ban bố thiết lập nền tảng hành chính cho chính phủ Minh Trị. Bộ luật hành chính này được Fukuoka Takachika và Soejima Taneomi phác thảo (cả hai đều đã đi du học và có quan điểm chính trị tự do), và là một sự kết hợp kỳ lạ của các định nghĩa phương Tây ví dụ như tản quyền, và sự phục hồi cấu trúc quan liêu cổ đại của thời Nara Nhật Bản. Một cấu trúc chính quyền trung ương, hay Daijōkan (Thái Chính Quan), được thành lập.
Daijōkan có 7 cơ quan:
- Lập pháp (được chia thành Thương viện của các quan chức được bổ nhiệm, và Hạ viện từ đại diện các phiên)
- Hành pháp
- Thần đạo
- Tài chính
- Chiến tranh
- Ngoại vụ
- Nội vụ

Một Bộ Tư pháp riêng được lập ra để tạo ra sự phân tách quyền lực như các nước phương Tây.
Trong lúc đó, hành chính địa phương bao gồm các lãnh thổ tịch thu từ nhà Tokugawa, được chia thành các tỉnh (ken) và các thành phố trực thuộc trung ương (fu) dưới quyền của Bộ Nội vụ, và 273 phiên tự trị. Nhân viên từ chính quyền trung ương được cử đến mỗi phiên để đồng bộ nền hành chính và thích ứng với sự chỉ huy từ chính phủ trung ương.
Đầu năm 1869, Hoàng cung được chuyển từ Kyoto đến Edo, và đổi tên thành Tokyo (Đông Kinh).

## Giải thế các phiên
Tháng 3 năm 1869, chính quyền trung ương do Ōkubo Toshimichi từ Satsuma lãnh đạo cảm thấy đủ mạnh để thực hiện việc tập quyền hơn nữa. Sau khi sáp nhập quân đội Satsuma và Chōshū làm một, Ōkubo và Kido Takayoshi thuyết phục daimyō của Satsuma, Chōshū, Hizen và Tosa dâng lãnh địa của mình cho Thiên hoàng. Các daimyō khác bị ép buộc phải làm vậy, và tất cả đều được tái bổ nhiệm làm "thống đốc" phần lãnh địa của mình, nay được đối xử như các đơn vị cấp dưới của chính quyền trung ương.
Mùa xuân năm 1871, Ōkubo, Kido, Inoue Kaoru, Yamagata Aritomo, Saigō Takamori, Ōyama Iwao, Sanjō Sanetomi và Iwakura tổ chức một cuộc gặp gỡ bí mật theo đó quyết định việc tiến lên giải thế triệt để các "han" (phiên). Cuối năm đó, tất cả các cựu daimyō được triệu tập đến trước Thiên hoàng, và ông ban chiếu cải biến các lãnh đại thành các tỉnh đứng đầu bởi một vị quan do chính quyền trung ương bổ nhiệm. Các daimyō được trả tiền lương hưu hào phóng, và lâu đài của họ trở thành trung tâm hành chính địa phương của chính phủ trung ương. Chiếu chỉ dẫn đến 305 đơn vị hành chính địa phương, qua nhiều sự sáp nhập, giảm xuống còn 72 tỉnh và 3 thành phố cho đến cuối năm. Vì vậy, đến cuối năm 1871, Nhật Bản đã trở thành một quốc gia tập quyền hoàn toàn. Sự chuyển đổi này diễn ra dần dần, vì vậy không phá vỡ đời sống của người dân thường, và không làm bùng nổ sự phản kháng hay bạo lực. Chính quyền trung ương nhận về mọi khoản nợ và nghĩa vụ của các phiên, và các cựu viên chức tại các phiên giờ làm việc cho chính phủ trung ương.
Năm 1871, triều đình trung ương ủng hộ việc thành lập các hội đồng tư vấn tại cấp chính quyền thấp nhất, tại các thị trấn, làng mạc và hạt. Thành viên của hội đồng cấp tỉnh được lấy từ các hội đồng địa phương này. Và vì hội đồng địa phương chỉ có quyền tranh luận, không có quyền lập pháp, điều này cung cấp một van an toàn quan trọng, không có khả năng thách thức quyền lực của chính quyền trung ương.

## Tái tổ chức chính quyền trung ương
Trong khi các phiên bị giải thể và đường biên hành chính địa phương được thay đổi, vào tháng 8 năm 1869, chính quyền trung ương tự mình trải qua một vài sự tái cơ cấu để củng cố quyền lực tập trung. Tư tưởng tản quyền bị từ bỏ. Chính quyền mới dựa trên Quốc hội (chỉ họp một lần), một Hội đồng Cố vấn (Sangi), và 8 bộ trưởng:
- Nội vụ (Nội vụ tỉnh (Nhật Bản) từ 1873)
- Ngoại Vụ tỉnh (Nhật Bản)
- Tài Vụ tỉnh (Nhật Bản)
- Lục Quân tỉnh (Nhật Bản)
- Cung nội sảnh
- Pháp Vụ tỉnh (Nhật Bản)
- Quốc thổ giao thông tỉnh (Nhật Bản)
- Văn bộ tỉnh

Việc đưa ra quyết định trong chính quyền bị giới hạn bởi nhóm đầu sỏ chính trị thân cận gồm khoảng 20 cá nhân)từ Satsuma, Choshu, Tosa, Hizen và từ triều đình). Nội vụ tỉnh, vì nó bổ nhiệm tất cả các thống đốc tỉnh, và kiểm soát bộ máy cảnh sát là cơ quan quyền lực nhất chính phủ, và đáng chú ý rằng Okubo rời Tài vụ tỉnh để đứng đầu Nội vụ tỉnh khi nó được thành lập.

## Các sự kiện dẫn đến việc Okuma từ nhiệm
Một trong các sức ép với chính phủ Minh Trị non trẻ là sự chia rẽ giữa các thành viên trong nhóm đầu sỏ chính trị ưa thích các loại hình chính phủ đại nghị khác nhau, dựa trên các kiểu mẫu nước ngoài, và phái bảo thủ ủng hộ sự thống trị độc tài, tập trung.
Một người đề xuất chính cho chính phủ đại nghị là Itagaki Taisuke, một lãnh đạo quyền lực từ Tosa, người đã rời khỏi vị trí ở Hội đồng Quốc gia sau Sự kiện Triều Tiên năm 1873. Itagaki tìm kiếm giải pháp hòa bình thay vì nổi loạn để giành được tiếng nói trong chính quyền. Ông khởi động phong trào với mục đích thiết lập nền quân chủ lập hiến và Quốc hội. Itagaki và những người khác viết Kỷ niệm Tosa năm 1874 chỉ trích quyền lực vô hạn của nhóm phiên phiệt và kêu gọi thành lập ngay lập tức chính phủ đại nghị. Không thỏa mãn với nhịp độ cải cách sau khi tái gia nhập Hội đồng Quốc gia năm 1875, Itagaki tổ chức những người đi theo mình và những người dân chủ khác vào Ái Quốc Công Đảng (Aikokusha) trên toàn quốc để thúc đẩy một chính thể đại nghị. Năm 1881, trong hành động nổi tiếng nhất của mình, Itagakii giúp thành lập Jiyūtō (Đảng Dân chủ), đi theo học thuyết chính trị Pháp. Năm 1882 Ōkuma Shigenobu thành lập Rikken Kaishintō (Lập hiên Cải tiến Đảng), kêu gọi nền dân chủ lập hiến kiểu Anh. Đáp lại, giới chức chính phủ, các viên chức địa phương và những người bảo thủ khác thành lập Rikken Teiseitō (Lập hiến Đế chính Đảng), một Đảng thân chính phủ, năm 1882. Theo đó là rất nhiều cuộc tuần hành chính trị, một số có cả bạo lực, dẫn đến sự hạn chế hơn nữa từ phía chính quyền. Sự hạn chế cản trờ các Đảng chính trị và dẫn đến sự chia rẽ ở trong nội bộ và giữa các Đảng. Jiyūtō, đối lập với Kaishintō, giải thế năm 1884, và Ōkuma rút khỏi vị trí Chủ tịch Kaishintō.

## Thành lập quốc hội
Các nhà lãnh đạo chính quyền, từ lâu ám ảnh về đe dọa bạo lực với sự ổn định và bị chia rẽ vì vấn đề Triều Tiên, nói chung đồng ý rằng chính thể đại nghị sẽ được thành lập vào một ngày nào đó. Kido Takayoshi ủng hộ thể chế chính quyền lập hiến từ trước năm 1874, và vài lời đề xuất cung cấp sự bảo đảm hiến pháp đã được phác thảo. Nhóm đầu sỏ chính trị, tuy vậy, trong khi nhận thức được áp lực chính trị thực tại, quyết tâm duy trì quyền lực. Hội nghị Osaka năm 1875 dẫn đến việc tái tổ chức chính quyền với bộ máy tư pháp độc lập và bổ nhiệm Viện Nguyên lão có trách nhiệm xem xét các lời đề nghị về Hiến pháp. Thiên hoàng tuyên bố rằng "chính thể đại nghị sẽ được thành lập dần từng bước" khi ông ra lệnh cho Viện Nguyên lão soạn thảo Hiến pháp. Năm 1880, đại biểu từ 24 phiên tổ chức hội nghị toàn quốc để thành lập Kokkai Kisei Dōmei (Liên đoàn thành lập Quốc hội).
Mặc dù chính phủ không phản đối các quy định của nghị viện, đối đầu với việc thúc đẩy "nhân quyền", nó tiếp tục cố kiểm soát tình hình chính trị. Các luật mới năm 1875 cấm báo chí phê phán chính quyền hay thảo luận về các bộ luật quốc gia. Luật hội họp công cộng (1880) hạn chế nghiêm khắc việc tụ tập công cộng bằng cách không cho phép các viên chức nhà nước có mặt và yêu cầu mọi buổi mítting phải có sự cho phép của cảnh sát. Tuy vậy, trong vòng kiềm tỏa của luật pháp, và bất chấp các bước đi mang tính bảo thủ của giới lãnh đạo, Okuma tiếp tục là người đơn độc chủ trương chính thể kiểu Anh, chính thể với các Đảng chính trị và một nội các do Đảng đa số tổ chức, chịu trách nhiệm trước Quốc hội. Ông kêu gọi tuyển cử vào năm 1882, triệu tập quốc hội vào năm 1883; trong khi thực hiện việc đó, ông tạo ra một cuộc khủng hoảng chính trị kết thúc năm 1881 với một chiếu chỉ tuyên bố triệu tập quốc hội vào năm 1890 và sa thải Okuma khỏi chính phủ.
Từ bỏ chính thể kiểu Anh, Iwakura Tomomi và những người bảo thủ khác vay mượn chủ yếu từ hệ thống hiến pháp Vương quốc Phổ. Một trong các phiên phiệt, Itō Hirobumi, một người gốc Chōshū từ lâu tham dự vào các sự vụ chính phủ, được giao trách nhiệm soạn thảo hiến pháp Đế quốc Nhật Bản. Ông dẫn đầu phái đoàn học tập hiến pháp ra nước ngoài năm 1882, phần lớn thời gian ở Đức. Ông từ chối Hiến pháp Hoa Kỳ vì "quá tự do" và hệ thống kiểu Anh vì quá dễ dãi và có một quốc hội với nhiều quyền kiểm soát với triều đình; kiểu Pháp và Tây Ban Nha bị từ chối vì hướng đến chế độ chuyên quyền.

## Củng cố quyền lực nhà nước
Khi Itō trở về, một trong những hành động đầu tiên của chính phủ là thiết lập hệ thống quý tộc kazoku với các cấp bậc mới cho quý tộc. 500 người từ quý tộc cũ trong triều, cựu daimyō, samurai và dân thường đã có đóng góp có giá trị cho chính phủ được chia thành 5 bậc: công, hầu, bá, tử, và nam.
Itō được giao phụ trách Cơ quan Điều tra hệ thống Hiến pháp năm 1884, và Hội đồng Quốc gia được thay thế năm 1885 bằng nội các, do Itō làm Thủ tướng. Vị trí Chưởng ấn quan, Tả Đại thần, và Hữu Đại thần, đã tồn tại từ thế kỷ 7 như các vị trí cố vấn cho Thiên hoàng, đều bị bãi bỏ. Thay vào đó, Cơ mật viện được thành lập năm 1888 để đánh giá hiến pháp sắp tới và tham mưu cho Thiên hoàng. Để củng cố hơn nữa quyền lực của nhà nước, Hội đồng chiến tranh tối cao được thành lập dưới quyền lãnh đạo của Yamagata Aritomo một người quê Chōshū nổi tiếng về việc thành lập Lục quân Đế quốc Nhật Bản hiện đại và sẽ trở thành người đầu tiên là Thủ tướng theo Hiến pháp. Hội đồng chiến tranh tối cao phát triển một hệ thống bộ tham mưu kiểu Đức với một Tổng tham mưu trưởng báo cáo trực tiếp với Thiên hoàng và có thể bổ nhiệm độc lập Bộ trưởng lục quân và các viên chức dân sự.

## Hiến pháp Minh Trị và bầu cử
Khi cuối cùng được Thiên hoàng chấp nhận như là một dấu hiệu về việc chia sẻ quyền lực và trao quyền và sự tự do cho các thần dân của ông, Hiến pháp năm 1889 của Đế chế Nhật Bản (Hiến pháp Minh Trị) cho ra đời một Nghị viên Đế quốc (Teikoku Gikai), bao gồm một Chúng nghị viên bầu cử theo ý thích, với một giới hạn khắt khe cho nam công dân có thể trả ¥15 tiền thuế để đi bầu, khoảng 1% dân số; Quý tộc viện (Kizokuin), bao gồm quý tộc và những người do triều đình bổ nhiệm; và một Nội các chịu trách nhiệm trước Thiên hoàng và độc lập với cơ quan lập pháp. Nghị viện có thể chấp thuận các bộ luật do chính phủ khởi thảo, thay mặt cho chính quyền, và tập hợp các lời thỉnh nguyện lên Thiên hoàng. Tuy nhiên, bất chấp sự thay đổi thể chế, quyền lực tối cao vẫn nằm trong tay Thiên hoàng dựa vào nền tảng là nguồn gốc thần thánh của người. Hiến pháp mới định rõ một thể chế chính quyền vẫn có đặc điểm độc tài, với Thiên hoàng nắm quyền lực tuyệt đối và chỉ nhượng bộ tối thiểu cho dân quyền và cơ cấu nghị viện. Việc tập hợp các Đảng phái được nhận ra là một phần của tiến trình chính trị. Hiến pháp Minh Trị sẽ vẫn là bộ luật cơ bản cho đến tận năm 1947.
Cuộc tổng tuyển cử đầu tiên được tổ chức vào năm 1890, và 300 thành viên được bầu vào Hạ nghị viện. Hai Đảng Jiyūtō và Kaishintō đã được tái lập để chuẩn bị cho cuộc tuyển cử và cùng nhau giành được hơn một nửa số ghế. Hạ nghị viện sớm trở thành vũ đài tranh cãi giữa các chính trị gia và chính phủ về rất nhiều vấn đề, ví dụ như ngân sách, sự tối nghĩa của hiến pháp về quyền lực của nghị viện, và mong muốn của Nghị viện muốn làm sáng tỏ "ý chí của Thiên hoàng" với vị trí của các đầu sỏ chính trị rằng nội các và chính phủ nên "vượt quá" các lực lượng chính trị xung đột. Đòn bẩy chính của Nghị viện là sự chấp thuận hay bác bỏ ngân sách, và nó đã nắm vững được quyền này từ đó về sau.
Trong những năm đầu của chính phủ lập hiến, điểm mạnh yếu của Hiến pháp Minh Trị đều được bộc lộ. Một nhóm nhỏ "elite" từ Satsuma và Choshu tiếp tục thống trị nước Nhật, được thể chế hóa bằng một thực thể vượt trên hiến của các genrō (nguyên lão). Các genro cùng nhau ra quyết định đã được dành trước cho Thiên hoàng, và các genro, chứ không phải Thiên hoàng, nắm nền chính trị của chính quyền. Tuy nhiên, trong suốt thời này, các vấn đề chính trị thường được giải quyết thông qua thương thảo, và các Đảng chính trị dần gia tăng quyền lực của mình với chính phủ và kết quả là, họ giữ những vị trí ngày càng lớn hơn.

## Đấu tranh chính trị
Sau những cuộc ganh đua chính trị quyết liệt từ khi thành lập Nghị viện năm 1890 đến năm 1894, khi quốc gia được thống nhất cho nỗ lực chiến tranh trước Trung Quốc, tiếp theo đó là 5 năm thống nhất, hợp tác bất bình thường, và chính phủ liên hiệp. Từ 1900 đến 1912, Nghị viện và nội các hợp tác thậm chí còn trực tiếp hơn, với các Đảng chính trị đóng vai trò lớn hơn. Trong suốt thời kỳ này, các phiên phiệt cũ triều Minh Trị vẫn nắm giữ quyền kiểm soát tối cao nhưng dần nhượng lại quyền lực cho các Đảng phái đối lập. Hai nhân vật chính của thời kỳ này là Yamagata Aritomo, người nắm giữ rất lâu vị trí lãnh đạo quân sự và dân sự (1868-1922), bao gồm hai nhiệm kỳ thủ tướng, tiêu biểu là sự hăm dọa của ông với các đối thủ và chống lại các thủ tục dân chủ, và Ito Hirobumi, một nhà đàm phán, mặc dù bị các genro bác bỏ, muốn thành lập Đảng để kiểm soát Nghị viện trong nhiệm kỳ đầu tiên của mình. Khi Ito trở lại ghế thủ tướng năm 1898, ông một lần nữa thúc đẩy một Đảng chính quyền, nhưng khi Yamagata và những người khác từ chối, Ito từ nhiệm. Không có người nào trong số các genro muốn kế nhiệm, Kenseitō (Hiến chính Đảng) được mời thành lập nội các dưới sự lãnh đạo của Okuma và Itagaki, một thành quả lớn của các Đảng đối lập trong cuộc cạnh tranh với các genro. Thành công này khá ngắn ngủi: Kenseitō bị chia thành hai Đảng, Kenseitō do Itagaki lãnh đạo và Kensei Hontō (Hiến chính thực Đảng) do Ōkuma lãnh đạo, và nội các chấm dứt chỉ sau 4 tháng. Yamagata sau đó trở lại ghế thủ tướng với sự hậu thuẫn của giới quân sự và công chức. Bất chấp sự ủng hộ rộng rãi quan điểm hạn chế chính thể hiến pháp của ông, Yamagata lập liên minh với Kenseito. Cải cách của luật bầu cử, mở rộng Hạ viện lên 369 thành viên, và các điều khoản về bỏ phiến kín giành được sự ủng hộ của Nghị viện cho ngân sách và tăng thuế của Yamagata. Tuy vậy, ông tiếp tục sử dụng các sắc lệnh của hoàng gia, để giữ cho các Đảng phái khỏi tham dự trực tiếp vào giới công chức và củng cố vị thế độc lập của quân đội. Khi Yamagata không thể thương thảo hơn nữa với Kenseito, liên minh chấm dứt vào năm 1900, bắt đầu một thời kỳ phát triển chính trị mới.

## Itō trở thành Thủ tướng
Itō và người được bảo trợ, Saionji Kimmochi cuối cùng thành công trong việc thành lập Đảng thân chính quyền—Kensei Seiyūkai (Hiệp hội những người bạn của chính phủ lập hiến) —vào tháng 9 năm 1900, và 1 tháng sau Itō trở thành Thủ tướng của nội các Seiyūkai đầu tiên. Seiyūkai giữ phần lớn ghế trong Hạ viện, nhưng liên minh bảo thủ của Yamagata có ảnh hưởng lớn nhất trong Thượng viện, buộc Ito phải tìm kiếm sự can thiệp của Thiên hoàng. Mệt mỏi vì các cuộc đấu đá chính trị, Ito từ chức năm 1901. Sau đó, vị trí thủ tướng do người được Yamagata bảo trợ, Katsura Tarō và Saionji thay nhau nắm giữ. Sự luân phiên quyền lực chính trị là sự biểu thị khả năng của hai bên hợp tác và chia sẻ quyền lực và giúp cổ vũ sự tiếp tục phát triển nền chính trị Đảng phái.

## Kết thúc thời kỳ Minh Trị
Thời kỳ Minh Trị kết thúc với cái chết của Thiên hoàng năm 1912 và mở ra thời kỳ Đại Chính (1912-26) với Thái tử Yoshihito lên làm vua, trở thành Thiên hoàng Đại Chính). Sự kết thúc thời kỳ Minh Trị được đánh dấu bằng các chương trình quân sự và đầu tư trong nước và ngoài nước của chính phủ, gần như cạn kiệt tiền mặt, và thiếu giao thương quốc tế để trả nợ. Sự mở đầu của thời kỳ Taisho được đánh dấu bằng cuộc khủng hoảng chính trị phá vỡ nền chính trị thỏa hiệp trước đó. Khi Thủ tướng Saionji cố cắt giảm ngân sách quân sự, Bộ trưởng lục quân từ chức, làm nội các Seiyukai đổ. Cả Yamagata và Saionji từ chối đảm nhiệm vị trí này, và các genro không thể tìm ra giải pháp. Công chúng giận dữ vì sự chi phối của giới quân sự với nội các và việc gọi lại Katsura đảm nhận nhiệm kỳ thứ 3 dẫn đến những yêu cầu khẩn thiết hơn cho việc chấm dứt nền chính trị genro. Bất chấp những đối thủ cũ, các lực lượng bảo thủ thành lập một Đảng của riêng mình vào năm 1913, Rikken Dōshikai (Hiến chính Đồng chí hội), và Đảng này giành được đa số trước Seiyūkai trong cuộc tuyển cử cuối năm 1914.